# Brachionus kostei
Brachionus kostei is een raderdiertjessoort uit de familie Brachionidae. De wetenschappelijke naam van deze soort is voor het eerst geldig gepubliceerd in 1983 door Shiel.